# Stempel okolicznościowy

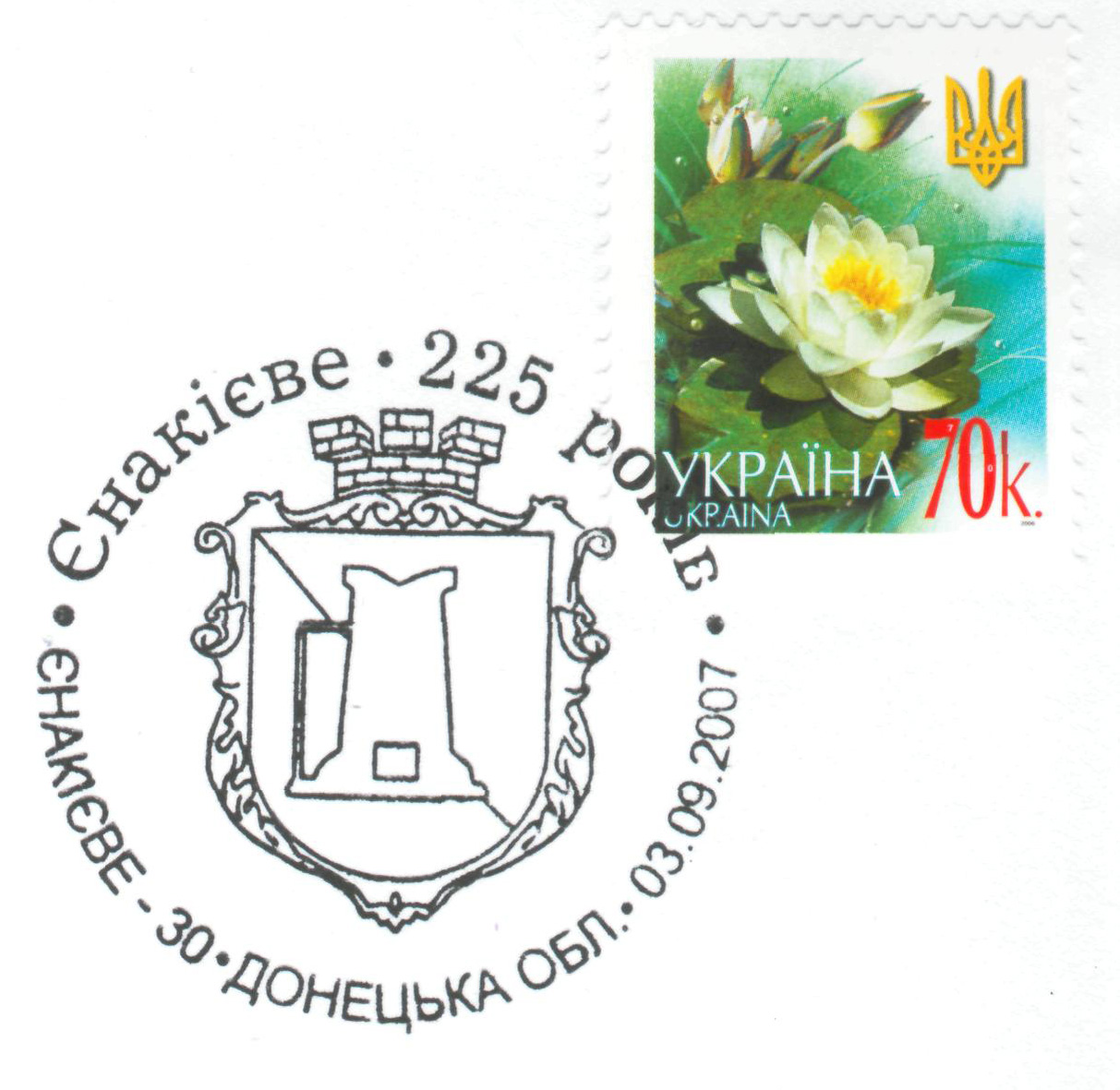
Przykład stempla okolicznościowego

Stempel okolicznościowy – stempel pocztowy stosowany z okazji organizowanych imprez, jubileuszy, targów, wystaw itp. Używany jest zazwyczaj przez jedną lub kilka placówek pocztowych wyznaczonych do jego rozpowszechniania. Jest on większy od codziennego stempla pocztowego, z okolicznościowym napisem i najczęściej rysunkiem propagującym dane wydarzenie. Najstarszy znany stempel pochodzi z Wielkiej Brytanii z roku 1851.

## Historia
We Wrocławiu używane były od końca XIX wieku. Początkowo sporadycznie, a od 1913 coraz częściej. Po II wojnie światowej stały się bardzo popularne. Pierwszy stempel okolicznościowy w tym czasie użyty został na Dolnym Śląsku w sierpniu 1945 roku z okazji zjazdu przemysłowego Ziem Odzyskanych. Dało to początek corocznej akcji stosowania na Dolnym Śląsku kilku do kilkunastu rocznie stempli okolicznościowych związanych tematycznie z aktualnymi wydarzeniami w śląskich miastach.